# Statuti di Dervio del 1389

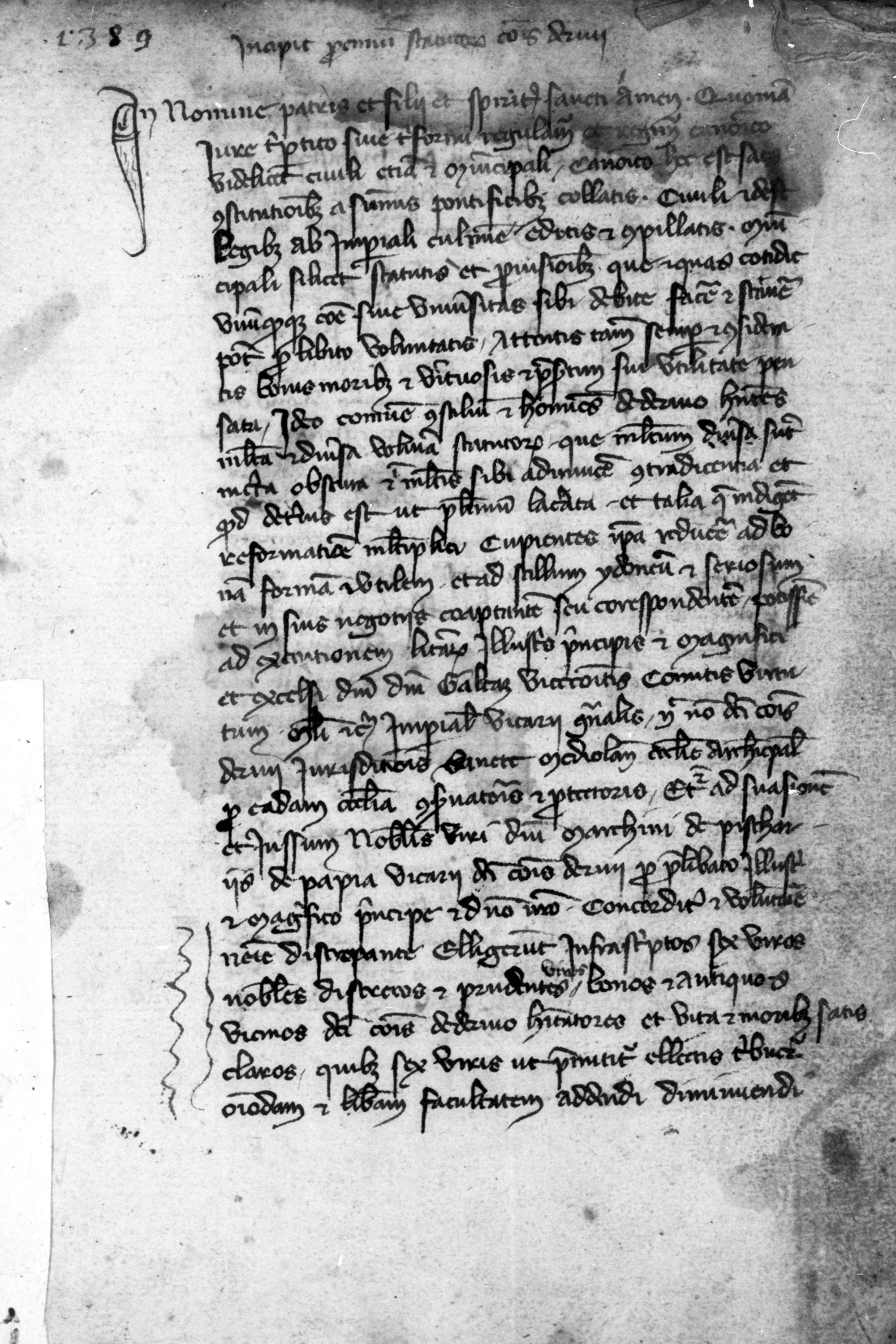
Statuti di Dervio, Codice Sormani

Gli Statuti di Dervio del 1389 (in latino Statuta comunis Dervii, a volte indicati anche come Statuti di Dervio e Corenno) sono una raccolta di norme, realizzata dal comune di Dervio durante il dominio di Gian Galeazzo Visconti.

## Aspetti generali
Originariamente il territorio di Dervio comprendeva anche gli attuali comuni di Dorio e della bassa Valvarrone (Vestreno, Introzzo, Sueglio e Tremenico).
Il 18 giugno 1364 Galeazzo II Visconti fu nominato protettore, governatore e rettore delle terre di Bellano, Dervio, Teglio, Valsassina (esclusi Taleggio e Averara), Galliate, Valsolda, Lesa e Vergante, poste sotto il dominio temporale dell'arcivescovo di Milano. In pochi anni vennero separati da Dervio i comuni della Valvarrone, pertanto all'epoca di compilazione degli Statuti il territorio comprendeva gli attuali territori di Dervio e di Dorio.
Agli inizi del XV secolo si separarono i comuni di Dorio e di Corenno (oggi frazione di Dervio) e nel 1452 venne autenticati gli Statuti di Corenno (quasi identici a quelli di Dervio del 1389).

## Fonti

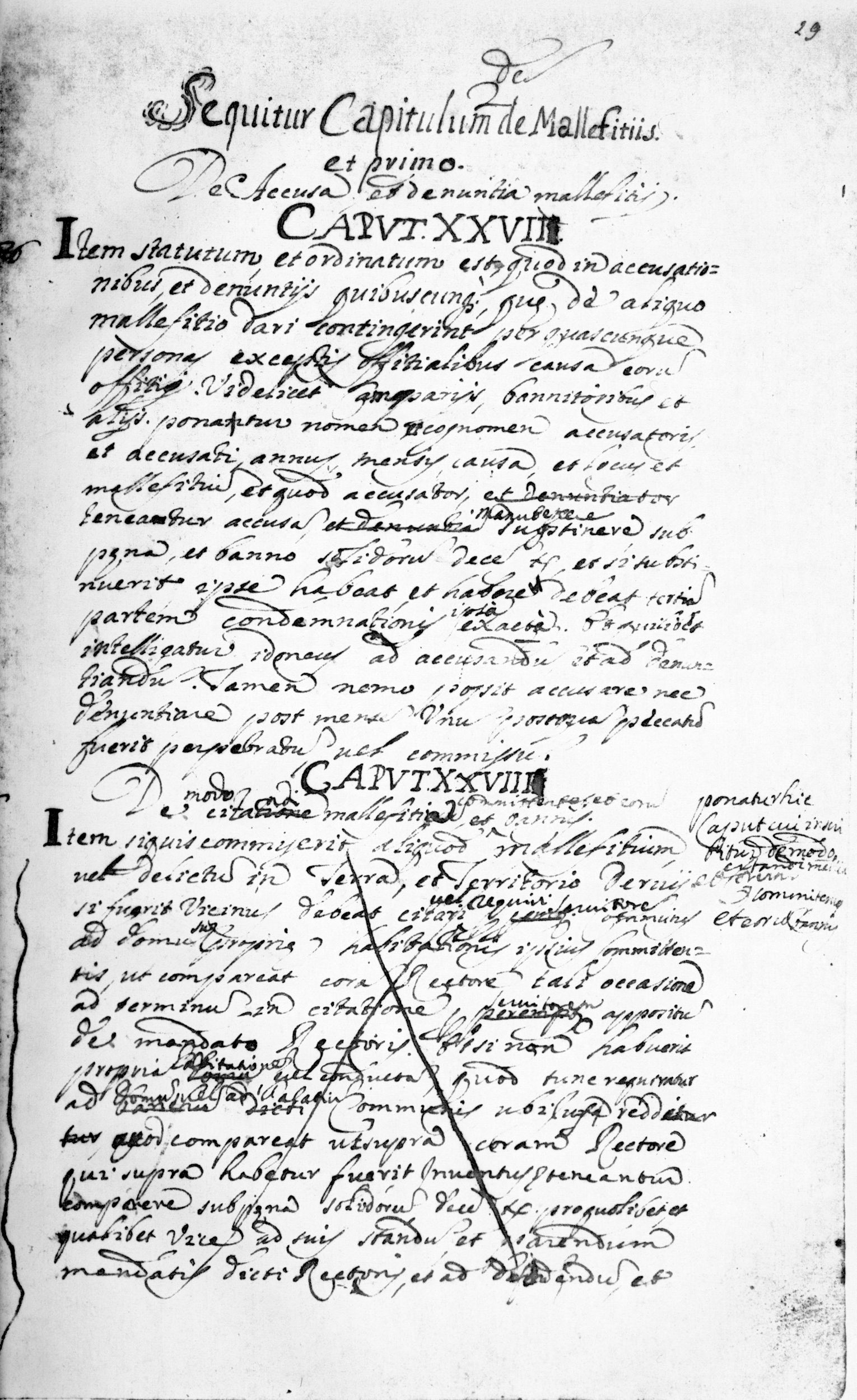
Codice Andreani (riproduzione di Emilio Anderloni, 1910 circa)

Nelle edizioni critiche realizzate sono riportati tre diversi manoscritti degli Statuti.
Nel 1858 era citato anche un manoscritto posseduto dal "prof. Valsecchi di Padova", ma era indicato come non rintracciabile da Emilio Anderloni nel 1911.

### Codice Sormani
Esiste un'unica copia manoscritta della versione del 1389 degli Statuti di Dervio, di proprietà privata.
È considerato uno degli originali realizzati all'epoca e contiene il testo completo degli Statuti e diverse correzioni dell'epoca.

### Biblioteca del Senato
Una fonte manoscritta realizzata tra i secoli XIV e XV (ms. 130) è conservata presso la Biblioteca del Senato a Roma.
Contiene un breve proemio di una versione dell'anno 1384 e un indice della stessa versione. Riporta anche la versione del testo degli Statuti autenticata nel 1452, sotto il dominio di Francesco Sforza, con alcune varianti rispetto al primo manoscritto. Nel testo il nome di Dervio è sostituito quasi ovunque con quello di Corenno.

### Codice Andreani
Per l'edizione critica curata da Emilio Anderloni nel 1911 venne utilizzato un codice manoscritto del XVIII secolo, con contenuti simili a quelli del manoscritto conservato dalla Biblioteca del Senato a Roma. Era indicata come appartenuta al ragionier Carlo Andreani di Corenno Plinio e depositata presso la Biblioteca Civica di Como.
All'epoca venne riprodotta una pagina del manoscritto.

## Contenuti
Gli Statuti di Dervio sono composti da 213 articoli, più due altri articoli aggiunti in momenti diversi.

### Proemio
Il proemio degli Statuti è di particolare interesse perché, a differenza degli altri Statuti della zona (Valsassina, Bellano e Mandello), non si limita a poche righe, ma descrive la realizzazione degli Statuti e riporta la richiesta inviata il 2 giugno 1389 da Gian Galeazzo Visconti per provvedere alla riforma degli Statuti.
Tale lettera risulta identica a quella inviata con la stessa data per la riforma degli Statuti viscontei di Milano.

### I. De iuramento rectoris et eius offitio
Il libro I contiene articoli relativi agli obblighi e ai limiti della carica di rettore o vicario (articoli 1-27).

### II. De malefitiis
Il libro II è relativo alla procedura penale e alle pene per diversi crimini (27-75).

### III. De civilibus
Il libro III riguarda la procedura del diritto civile (76-137).

### IV. De offitialibus et victualibus
Il libro IV contiene la descrizione di diverse cariche comunali:
- consiglieri (138-143)
- consoli (144-147)
- notaio (148-149)
- servitore o messo comunale (150-152)
- procuratori, tesoriere, ambasciatori, soldati, stimatori del pane, banditori, campari, taratori (153-159)

Seguono le norme per alcune attività:
- mugnai e panettieri (160-161)
- macellai (162-163)
- pescatori (164-165)
- utilizzo delle unità di misura (167)

Al termine sono riportate le sanzioni per danni a proprietà pubbliche o private (168-187).

### V. De incantis comunis
Raccolta di incanti o appalti per lo sfruttamento di beni (boschi, acque del lago per la pesca) e di diritti comunali (dazi e diritti di trasporto sul lago) (188-213).

### Aggiunte
Al termine vennero aggiunti due articoli:
- articolo del 26 novembre 1389 per l'abolizione dell'articolo relativo al diritto di allevare capre
- articolo del 15 settembre 1543 per l'istituzione di un dazio sul ponte sul torrente Varrone